# Лола Монтес (фильм)
«Лола Монтес» (фр. Lola Montès) — единственный цветной и широкоэкранный фильм Макса Офюльса. Снят в 1955 году по неопубликованному роману «Необычайная жизнь Лолы Монтес» (фр. La Vie Extraordinaire de Lola Montès) Сесиль Сен-Лоран, в основу которого положена скандальная жизнь Элизы Гилберт, также известной под именем графини Ландсфельд. На момент премьеры это был самый крупнобюджетный проект в истории французского кинематографа. Пышные, красочные костюмы для ленты разработал один из постоянных сотрудников Офюльса — Юрий Анненков.

## Сюжет
50-е годы XIX века. В провинциальном американском цирке, на сцене, в богатых декорациях, сидит в царственной позе немолодая, но всё ещё восхитительная Лола Монтес.
Перед глазами пришедших поразвлечься обывателей проходит жизнь героини, инсценированная цирковыми актёрами, а сама она за 25 центов отвечает на любой, даже самый нескромный вопрос. Всё пережитое обернулось фарсом, хотя с раннего детства она боролась за своё право быть счастливой, а в числе её возлюбленных были великие композиторы и король Баварии из-за неё потерял свой престол.
Циничный и безжалостный, но любящий Лолу антрепренёр объявляет смертельный номер — Лола Монтес должна совершить прыжок, не пользуясь страховочной сеткой. И, уже после прыжка, любой желающий за доллар может поцеловать женщину, близость с которой была несбыточной мечтой для многих аристократов Европы. Женщину, которая могла стать королевой, но отдавшую за гроши память о своих чувствах.

## Метаморфозы
Фильм знаменит своей драматической судьбой. Поначалу лента была освистана зрителями. Новаторская структура повествования через вереницу выборочных флэшбэков оказалась слишком дерзкой для своего времени. Несмотря на протесты режиссёра, продюсеры перемонтировали фильм, чтобы представить историю Лолы в хронологической последовательности. От этого развитие событий стало ещё менее понятным для неподготовленного зрителя. Баталии Офюльса с продюсерами по поводу монтажа были прерваны смертью режиссёра в 1957 г.
Десять лет спустя фильм был отреставрирован, однако вернуть ему первоначальный вид не удалось из-за утраты 20 минут вырезанного при перемонтаже киноматериала. Однако даже и в таком виде «Лола Монтес» впечатлила критиков нового поколения; один из самых авторитетных, Эндрю Саррис, провозгласил её величайшим свершением в истории кинематографа. Одни видели в фильме критику нездоровой одержимости публики великосветскими персонажами и «звёздами», другие — завуалированное размышление о несоответствии иллюзии и реальности, то есть о самой природе киноискусства.
В начале XXI века считавшийся утраченным хронометраж был обнаружен, благодаря чему Французская синематека, в сотрудничестве с сыном Макса Офюльса Марселем, отреставрировала ленту для всемирной премьеры в программе «Каннская классика» (2008). Тогда «Лола Монтес» впервые предстала перед зрителями так, как её замысливал режиссёр, — широкоэкранный формат, режущие глаз своей яркостью краски текниколора, необузданная театральность. В 2010 году студия Criterion представила воссозданную «Лолу Монтес» в DVD-формате.

## В ролях
- Мартин Кароль — Лола Монтес
- Питер Устинов — хозяин цирка
- Антон Уолбрук — Людвиг I, король Баварии
- Анри Гизоль — Морис, конюх
- Лиз Деламар — миссис Крэйг, мать Лолы
- Полетт Дюбо — Жозефина, камеристка
- Оскар Вернер — студент
- Жан Галлан — секретарь
- Вилль Квадфлиг — Ференц Лист
- Иван Десни — лейтенант Томас Джеймс, первый муж Лолы
- Хелена Мансон — сестра лейтенанта Джеймса
- Карл Эсмонд — доктор
- Марсель Офюльс (в титрах не указан)
- Aди Бербер — Булгаков
- Элинор фон Валлерштейн — королева
- Вилли Рознер — премьер-министр

## Полемика
Чтобы оправдать огромный для своего времени бюджет, главная роль в фильме была отдана секс-символу Франции пятидесятых — Мартин Кароль. Несмотря на эффектную внешность, Кароль считалась неважной актрисой, и Офюльс старался обратить её скованность перед камерой на пользу рассказу: в начальных сценах она выглядит почти куклой, которой помыкают другие. В ряде сцен отрешенность и сдержанность актрисы довольно удачно подается как её сосредоточенность на манеже и её погружения во воспоминания, однако из-за большого хронометража фильма и полного отсутствия какого-либо внутреннего монолога у персонажа Лолы этот эффект неуклонно размывается. Тем не менее многие указывают на актёрскую работу Кароль как на самое слабое место фильма. Других раздражают вялость действия и надоедливые пируэты кинокамеры в переходах, которые перетягивают на себя внимание зрителя. 
При интересной подаче и структуре повествования, общей яркости и размаху картины, реальные интересные эпизоды биографии Лолы Монтес, её танцевальные номера и Революция 1848 года в Баварии в фильме упущены или занимают ничтожно мало места и не отражаются должным образом. В почти двухчасовом фильме о танцовщице Лолу показывают танцующей в "Тиволи" и в кабинете перед королём Людвигом меньше двух минут. Так же сцена недовольства мюнхенцев и беспорядков решена в павильонных декорациях и сделана переходной, выглядит скомкано и занимает не более двух минут. Весь ужас и тревога перед надвигающейся Революции сводятся к беготне слуг и звону разбитых стёкол без крупных планов. Король не получает ударов камнями, что имело место в действительности. При изображении жизнь Лолы с матерью не нашлось места ее школьным годам и выходкам. Дуэль ее любовников-издателей, второй и третий браки, ее знакомства с другими богемными персонажами эпохи, например Дюма-отцом и Дюма-сыном, не отражаются вовсе. Портрет, который в фильме рисуют с Лолы, является грубой перерисовкой "Большой одалиски" Энгра. Реальные ее портреты фон Кульбаха и Штейлера, так и литографии и карикатуры не воспроизводятся (что странно, учитывая связи шоу-бизнеса с прессой и сферой массовой иллюстрации того времени). Кроме того, хотя Лола изображена курящей, упущен акцент ее характерного аксессуара - хлыста для верховой езды, служивший ей орудием во многих скандальных ситуациях. 
У поклонников ленты свои аргументы. «Более роскошных стилистических росчерков представить себе невозможно, текучесть композиционных решений не имеет себе равных, порхание камеры стирает грань между движением и чувством — как будто режиссёр использует её в качестве кисти», — восторгается составитель киносправочника Time Out. Не менее высока оценка Михаила Трофименкова («Коммерсантъ»):

Трагический балаган, который никакому Феллини и не снился. Цирк разрастается до масштабов мира, стены исчезают. Немыслимая, наглая, безграничная свобода сюжетосложения.